# Kraljevsko hortikulturno društvo
Kraljevsko hortikulturno društvo (Royal Horticultural Society, RHS), osnovano 1804. godine kao Hortikulturno društvo Londona, je vodeća dobrotvorna organizacija za baštovanstvo u Velikoj Britaniji.
RHS promoviše hortikulturu putem svojih pet vrtova u Visliju (Sari), Hajd Holu (Eseks), Harlou Karu (Severni Jorkšir), Rouzmuru (Devon) i Bridžvoteru (Širi Mančester); izložbe cveća uključujući Izložbu cveća u Čelsiju, Izložbu cveća u palati Hampton Kort, Izložbu cveća u Taton parku i izložbu cveća u Kardifu; šeme baštovanstva u zajednici; Britanija u cvatu i veliki obrazovni program. Takođe podržava obuku za profesionalne i amaterske baštovane. Prema podacima iz 2023, predsednik je bio Kit Vid, a generalni direktor Kler Materson CBE.

## Literatura
- Elliott, Brent (2004). The Royal Horticultural Society: A History, 1804-2004. Phillimore. ISBN 978-1-86077-272-6.
- „Royal Horticultural Society”. Scholarly Societies Project. University of Waterloo. Приступљено 22. 4. 2016.
- Tjaden, W. L. (фебруар 1994). „The Medals of the Royal Horticultural Society”. Archives of Natural History. 21 (1): 77—112. doi:10.3366/anh.1994.21.1.77.
- Ingram, David S.; Vince-Prue, Daphne; Gregory, Peter J., ур. (2008). Science and the garden the scientific basis of horticultural practice (2nd изд.). Oxford: Blackwell. ISBN 9781444360356.
- Huxley, Anthony; Griffiths, Mark; Levy, Margot (1992) [1st ed. Frederick Chittenden and William Stearn. Oxford University Press 1951. 2nd ed. P.M. Synge (ed.) Oxford 1956]. The New Royal Horticultural Society Dictionary of Gardening (4 vols.). London: Macmillan. ISBN 978-0333474945.

## Spoljašnje veze
- Званични веб-сајт